# Międzynarodowy Instytut Analizy Systemów Stosowanych
Międzynarodowy Instytut Stosowanej Analizy Systemowej (ang. International Institute for Applied Systems Analysis) (IIASA) – niezależny międzynarodowy instytut badawczy, który prowadzi interdyscyplinarne badania nad zagadnieniami zbyt dużymi lub złożonymi, aby mogły być rozwiązane przez pojedynczy kraj lub dyscyplinę akademicką. Badania obejmują szczególnie zagadnienia i dziedziny, w których istnieją obawy o przyszłość ludzkości, takie jak zmiana klimatu, bezpieczeństwo energetyczne, starzenie się populacji i zrównoważony rozwój. Ma siedzibę w Pałacu Blauer Hof w Laxenburgu (Austria).

## Historia
4 października 1972 – po sześciu latach wysiłków ze strony Lyndona Johnsona, prezydenta USA w latach 1963–1969, oraz Aleksieja Kosygina, premiera ZSRR – przedstawiciele Związku Radzieckiego, Stanów Zjednoczonych i 10 innych krajów spotkali się w The Royal Society w Londynie, aby podpisać kartę ustanawiającą IIASA. Za cel instytutu obrano promowanie współpracy naukowej między Wschodem a Zachodem w okresie zimnej wojny. Instytut rozpoczął swoją działalność wraz z przybyciem do siedziby IIASA pierwszego naukowca w czerwcu 1973 roku.
W 1991, wraz z zakończeniem zimnej wojny, kraje sponsorujące IIASA rozważały możliwość zakończenia działalności instytutu. Jednak jego dorobek oraz efekty wpływ na wzmocnienie porozumienia między naukowcami ze Wschodu i Zachodu zadecydowały o rozszerzeniu formuły instytutu i przekształceniu w instytut naukowy o globalnym zasięgu.

## Organizacja
IIASA jest niezależnym, międzynarodowym instytutem badawczym. IIASA jest instytucją pozarządową finansowaną przez organizacje naukowe w krajach członkowskich, do których obecnie należą: Austria, Brazylia, Chiny, Egipt, Finlandia, Niemcy, Indie, Indonezja, Iran, Izrael, Japonia, Jordania, Republika Korei, Meksyk, Norwegia, Rosja, Słowacja, RPA, Szwecja, Ukraina, Wielka Brytania, USA i Wietnam. Fundusze na rzecz instytutu pochodzą również z kontraktów, grantów i darowizn od rządów, organizacji międzynarodowych, środowisk akademickich, biznesu i osób prywatnych.
W siedzibie instytutu w Laxenburgu pracuje ponad 400 naukowców z 52 krajów, ponadto IIASA posiada rozległą sieć współpracowników, gości i praktykantów z całego świata. Poprzez swoje programy badawcze i inicjatywy instytut prowadzi interdyscyplinarne badania zorientowane na politykę, dotyczące problemów zbyt dużych lub złożonych, aby mogły być rozwiązane przez pojedynczy kraj lub dyscyplinę akademicką. Dotyczy to pilnych problemów, które mają wpływ na przyszłość ludzkości, takich jak zmiany klimatyczne, bezpieczeństwo energetyczne, starzenie się społeczeństwa i zrównoważony rozwój. Wyniki badań IIASA i specjalistyczna wiedza naukowców są udostępniane decydentom w krajach całego świata, aby pomóc im w tworzeniu skutecznej, opartej na naukowych podstawach polityki, która pozwoli im stawić czoła tym wyzwaniom.

## Badania i projekty
IIASA zajmuje się (2022) badaniem globalnych wyzwań XXI wieku. Prace badawcze prowadzone są w ramach sześciu programów:
- Zaawansowana analiza systemów[13]
- Różnorodność biologiczna i zasoby naturalne[14]
- Granice ekonomiczne[15]
- Energia, klimat i środowisko[16]
- Ludność i sprawiedliwe społeczeństwa[17]
- Inicjatywy strategiczne[18]

## Wybitni naukowcy
Sześć prac naukowych IIASA zyskało najwyższe uznanie w świecie nauki – ich autorzy zostali laureatami Nagrody Nobla:
- William Nordhaus otrzymał w 2018 Nagrodę Nobla w dziedzinie nauk ekonomicznych za pracę włączającą zmiany klimatyczne do długookresowych analiz makroekonomicznych[20].
- W 2007 Pokojowa Nagroda Nobla została przyznana wspólnie Międzyrządowemu Zespołowi ds. Zmian Klimatu (IPCC) i byłemu wiceprezydentowi USA Alowi Gore „za ich wysiłki na rzecz budowania i rozpowszechniania większej wiedzy o zmianach klimatycznych spowodowanych przez człowieka, a także na rzecz stworzenia podstaw dla środków, które są niezbędne do przeciwdziałania takim zmianom.” Dziesięciu naukowców z IIASA było współautorami Czwartego Raportu Międzyrządowego Zespołu ds. Zmian Klimatu (IPCC)[potrzebny przypis].
- Profesor Thomas Schelling z Uniwersytetu Maryland, przez wiele lat afiliowany z IIASA, otrzymał w 2005 Nagrodę Nobla w dziedzinie ekonomii wspólnie z Robertem J. Aumannem z Uniwersytetu Hebrajskiego, „za poszerzenie naszego zrozumienia konfliktu i współpracy poprzez analizę teorii gier”. Był jednym z pierwszych, którzy zastosowali idee teorii gier do stosunków międzynarodowych[21].
- Profesor Paul J. Crutzen, przez wiele lat afiliowany z IIASA, otrzymał Nagrodę Nobla w dziedzinie chemii w 1995 za swoją pracę w dziedzinie chemii atmosfery, w szczególności w zakresie tworzenia i rozkładu ozonu[22].
- Profesor Lawrence Klein otrzymał w 1980 Nagrodę Nobla w dziedzinie ekonomii „za stworzenie modeli ekonometrycznych i ich zastosowanie do analizy wahań gospodarczych i polityki gospodarczej.” Był wizytującym naukowcem w programie IIASA Systems and Decision Sciences w 1978 roku, a także pełnił funkcję członka Komitetu Doradczego tego programu[23].
- Profesorowie Tjalling Koopmans i Leonid Kantorowicz wspólnie otrzymali Nagrodę Nobla w dziedzinie ekonomii w 1975 za wkład w teorię optymalnej alokacji zasobów. Obaj pracowali w IIASA w latach 70. XX wieku, w programie badań nad zaawansowaną nauką i metodologią systemów[24][25].